# Marecka Kolej Dojazdowa
| Streckenlänge: | 20 km                       |                                                              |                                                              |
| Spurweite: | Erst 800 mm ab 1951: 750 mm |                                                              |                                                              |
| |                             |                                                              |                                                              |
| \| \| 0,000 \| Warszawa Targowa (ab 1949) \| Warszawa Targowa (ab 1949) \| \| \| 0,46 \| Praga-Stalowa \| Praga-Stalowa \| \| \| \| \| \| \| \| 0,0 0,731 \| Warszawa Targówek \| Warszawa Targówek \| \| \| 2,769 \| Warszawa Zacisze \| Warszawa Zacisze \| \| \| 2,230 \| Kanał Bródnowski \| Kanał Bródnowski \| \| \| 5,373 \| Drewnica \| Drewnica \| \| \| 7,386 \| Marki \| Marki \| \| \| 7,650 \| Kanał Markowski \| Kanał Markowski \| \| \| 9,226 \| Marki Pustelnik I (ab 1929) \| Marki Pustelnik I (ab 1929) \| \| \| 10,086 \| Marki Pustelnik II (bis 1929: Pustelnik) \| Marki Pustelnik II (bis 1929: Pustelnik) \| \| \| \| \| \| \| \| 12,360 \| Marki Struga (bis 1948: Struga, bis 1972: Struga Warszawska) \| Marki Struga (bis 1948: Struga, bis 1972: Struga Warszawska) \| \| \| \| \| \| \| \| \| (Zweigstrecke; Bau abgebrochen) \| \| \| \| \| Izabelin \| \| \| \| 15,544 \| Słupno \| Słupno \| \| \| 17,171 \| Cmentarz Poległych (bis 1948: Cmentarz) \| Cmentarz Poległych (bis 1948: Cmentarz) \| \| \| 18,036 \| Leopoldynów (ab 1935) \| Leopoldynów (ab 1935) \| \| \| 19,600 \| Radzymin Wąskotorowy \| Radzymin Wąskotorowy \| \| \| \| \| \| \| Quellen: [1] \| \| \| \| |                             |                                                              |                                                              |
| Kopfbahnhof Streckenanfang (Strecke außer Betrieb) | 0,000                       | Warszawa Targowa (ab 1949)                                   | Warszawa Targowa (ab 1949)                                   |
| Strecke (außer Betrieb) · Kopfbahnhof Streckenanfang (Strecke außer Betrieb) | 0,46                        | Praga-Stalowa                                                | Praga-Stalowa                                                |
| Abzweig geradeaus und von links (Strecke außer Betrieb) · Strecke nach rechts (außer Betrieb) |                             |                                                              |                                                              |
| Bahnhof (Strecke außer Betrieb) | 0,0 0,731                   | Warszawa Targówek                                            | Warszawa Targówek                                            |
| Haltepunkt / Haltestelle (Strecke außer Betrieb) | 2,769                       | Warszawa Zacisze                                             | Warszawa Zacisze                                             |
| Brücke über Wasserlauf (Strecke außer Betrieb) | 2,230                       | Kanał Bródnowski                                             | Kanał Bródnowski                                             |
| Bahnhof (Strecke außer Betrieb) | 5,373                       | Drewnica                                                     | Drewnica                                                     |
| Haltepunkt / Haltestelle (Strecke außer Betrieb) | 7,386                       | Marki                                                        | Marki                                                        |
| Brücke über Wasserlauf (Strecke außer Betrieb) | 7,650                       | Kanał Markowski                                              | Kanał Markowski                                              |
| Haltepunkt / Haltestelle (Strecke außer Betrieb) | 9,226                       | Marki Pustelnik I (ab 1929)                                  | Marki Pustelnik I (ab 1929)                                  |
| Bahnhof (Strecke außer Betrieb) | 10,086                      | Marki Pustelnik II (bis 1929: Pustelnik)                     | Marki Pustelnik II (bis 1929: Pustelnik)                     |
| |                             |                                                              |                                                              |
| Haltepunkt / Haltestelle (Strecke außer Betrieb) | 12,360                      | Marki Struga (bis 1948: Struga, bis 1972: Struga Warszawska) | Marki Struga (bis 1948: Struga, bis 1972: Struga Warszawska) |
| |                             |                                                              |                                                              |
| Abzweig geradeaus und nach links (Strecke außer Betrieb) · Strecke von rechts (außer Betrieb) |                             | (Zweigstrecke; Bau abgebrochen)                              | (Zweigstrecke; Bau abgebrochen)                              |
| Strecke (außer Betrieb) · Kopfbahnhof Streckenende (Strecke außer Betrieb) |                             | Izabelin                                                     | Izabelin                                                     |
| Haltepunkt / Haltestelle (Strecke außer Betrieb) | 15,544                      | Słupno                                                       | Słupno                                                       |
| Haltepunkt / Haltestelle (Strecke außer Betrieb) | 17,171                      | Cmentarz Poległych (bis 1948: Cmentarz)                      | Cmentarz Poległych (bis 1948: Cmentarz)                      |
| Haltepunkt / Haltestelle (Strecke außer Betrieb) | 18,036                      | Leopoldynów (ab 1935)                                        | Leopoldynów (ab 1935)                                        |
| Kopfbahnhof Streckenende (Strecke außer Betrieb) | 19,600                      | Radzymin Wąskotorowy                                         | Radzymin Wąskotorowy                                         |
| |                             |                                                              |                                                              |
| Quellen: |                             |                                                              |                                                              |

Die Marecka Kolej Dojazdowa war eine Schmalspurbahn in Polen.

## Geschichte
Die Baugenehmigung für die Strecke wurde 1896 erteilt, der erste Abschnitt der mit Pferdekraft betriebenen Eisenbahn wurde am 9. März 1897 auf der Strecke von Targówek entlang der Straße nach Marki-Pustelnik in Betrieb genommen. Die Dampflokomotive kam nur in Sonderfällen zum Einsatz.
Die Strecke wurde in mehreren Abschnitten eröffnet. Am 3. September 1897 wurde der Streckenabschnitt Targówek–Marki für den Güter- und Personenverkehr freigegeben, am 15. September 1899 die Strecke zwischen Marki und Radzymin. Ab diesem Tag wurden alle Fahrten mit Dampflokomotiven durchgeführt.
1902 wurde in Struga eine Abzweigung zum geplanten Kurort Izabelin gebaut. Diese bestand jedoch nur bis zum Herbst 1903, als dort die Bautätigkeit wieder eingestellt wurde.
Ab 4. August 1901 bis zum 21. Juli 1949 begannen die Personenzüge in Praga-Stalowa, wo sich ein Bahnbetriebswerk und ein Lokschuppen befanden und das direkte Umsteigen von der Straßenbahn möglich war. Die Fahrt über die gesamte Strecke dauerte 61 Minuten. Der Abschnitt Warszawa Targowa–Targówek wurde nach dem Zweiten Weltkrieg am 21. Juli 1949 wegen eines störenden Bahnüberganges über die stark befahrene Ul. Stalowa neu eröffnet.

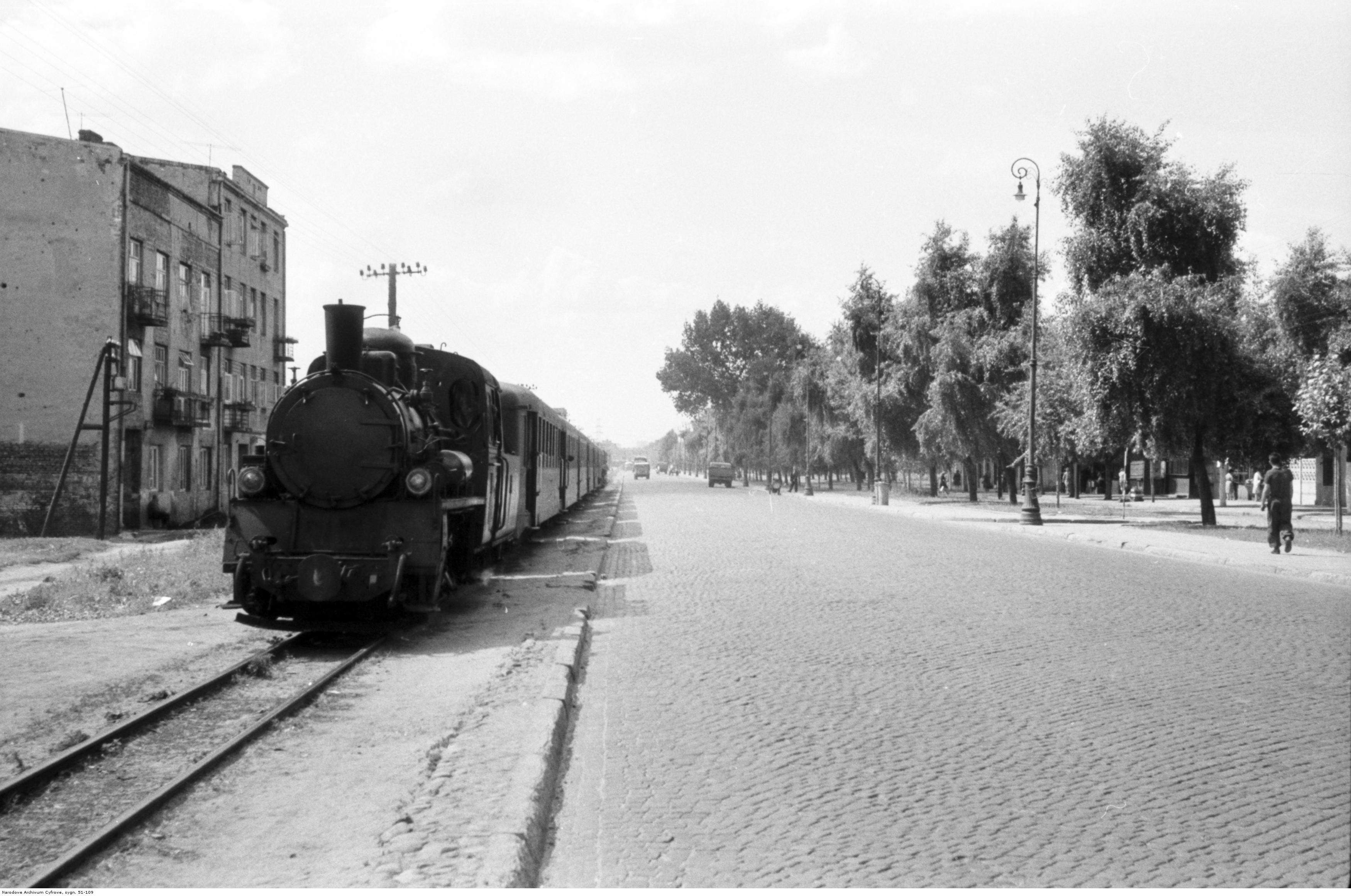
Reisezug in der ul. Radzymińska in Warschau (1960er Jahre)

Der Personenverkehr nach Praga-Stalowa wurde zum gleichen Zeitpunkt eingestellt, der Bahnhof wurde 1958 stillgelegt. Ein weiteres Bahnbetriebswerk mit Lokschuppen und Drehscheibe befand sich in Marki.
Die auf die Spurweite von 750 mm umgespurte Strecke wurde am 30. April 1951 eröffnet.

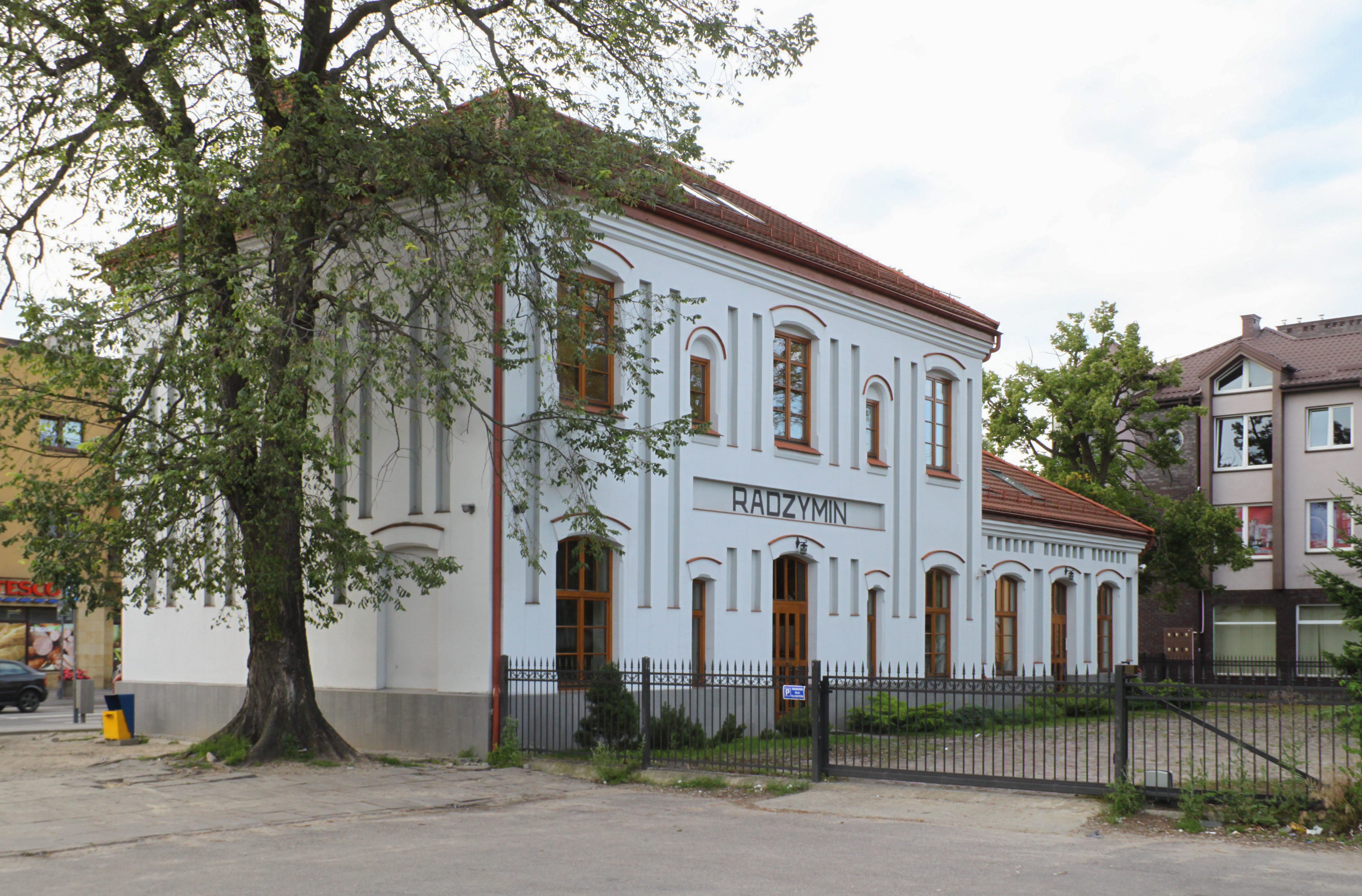
Bahnhof Radzymin (2017)

Der Verkehr auf der Strecke wurde am 31. August 1974 eingestellt und durch eine Buslinie ersetzt. Die Stilllegung erfolgte am 1. November 1974. Auf dem Planum Warszawa Targowa–Warszawa Targówek wurde vor 1990 eine Straße errichtet, auf der Reststrecke erfolgte dies in den 1990er-Jahren.
In Marki steht die Denkmallokomotive Px48 1778.

## Towarzystwo Budowy i Eksploatacji Kolei Dojazdowych w Polsce
Die Towarzystwo Budowy i Eksploatacji Kolei Dojazdowych w Polsce wurde 1900 gegründet. Der Bau wurde von der Adolf-Goldfeder-Bank finanziert. Die Streckenlänge betrug 32 Kilometer mit allen Anschlussgleisen. Angeschlossen wurden unter anderen die Gerbereien in Zacisze und Pustelnik, die Fahrradfabrik in Struga und die Dampfbrauerei in Radzymin. Die Rentabilität der Strecke war relativ unbedeutend, da sich alle Aktien mit einem Stammkapital von 1.000.000 Rubel in Anteilen von 500 Rubel in den Händen von vier Aktionären befanden, die die Strecke weiterentwickeln wollten. Die Dividende 1908, 1909 und 1910 erreichte er nicht einmal 5 %. Während des Ersten Weltkrieges, in den Jahren 1915–1917, sowie in der Nachkriegszeit 1918–1925, zahlte die Gesellschaft keine Dividenden aus, da mit der Wiederherstellung des Normalzustands der Strecke erhebliche Betriebskosten verbunden waren. Bei der Evakuierung Warschaus wurde fast der gesamte Fahrzeugbestand und ein Teil der Gleise von den sich zurückziehenden Russen mitgenommen oder stark beschädigt.
1927 betrug die Dividende 3 % und 1927 war aufgrund der deutlich gesteigerten Bautätigkeit ein erfolgreiches Jahr, so dass das Kapital der Gesellschaft nach Umwandlung des Vermögens 2.000.000 Złoty, aufgeteilt in 40.000 Anteile zu je 50 Złoty, betrug. Das Unternehmen hat keine Schulden. Der Vorstand der Gesellschaft bestand aus: Präsident Bronisław Goldfeder, Józef Budkiewicz und Józef Goldfeder als Direktoren des Vorstands. Der Stellvertreter war Ingenieur Tadeusz Neuman, der Geschäftsführer Robert Heyman.
Eine damals geplante Verlängerung der Strecke über den Endbahnhof Radzymin sollte über Serock bis Pułtusk und weiter über Maków nach Przasnysz führen. Alle Projekte, Kostenvoranschläge, Pläne, wirtschaftlichen, technischen und statistischen Berichte wurden bereits mit großer Präzision erstellt, ihre Umsetzung war jedoch aufgrund der wirtschaftlichen Bedingungen unmöglich, obwohl Banken und Finanzkonsortien großes Interesse an der Angelegenheit gezeigt haben.
In Praga-Stalowa stand ein zweistöckiges Backsteingebäude, in dem sich die Bahnverwaltung, Warteräume der 2. und 3. Klasse, ein Buffetraum und ein Damenzimmer befanden. In einem weiteren Gebäude waren ein Gepäckraum, eine Wohnung für einen Mieter und mehrere Wohnungen für Bahnmitarbeiter untergebracht. Am Bahnhof Pustelnik, von dem zahlreiche Anschlüsse von Fabriken und privaten Industriebetrieben ausgingen, gab es gemauerte Bahnhofsgebäude, ein Wasserversorgungssystem und Toiletten für das Bahnpersonal. Im Bahnhof Struga war ein Büro für Bahnhofsvorsteher vorhanden. Am Endpunkt Radzymin befand sich ein neu errichtetes Bahnhofsgebäude aus Backstein.
Die Gesellschaft wurde am 10. Dezember 1947 verstaatlicht.

## Fahrzeugeinsatz

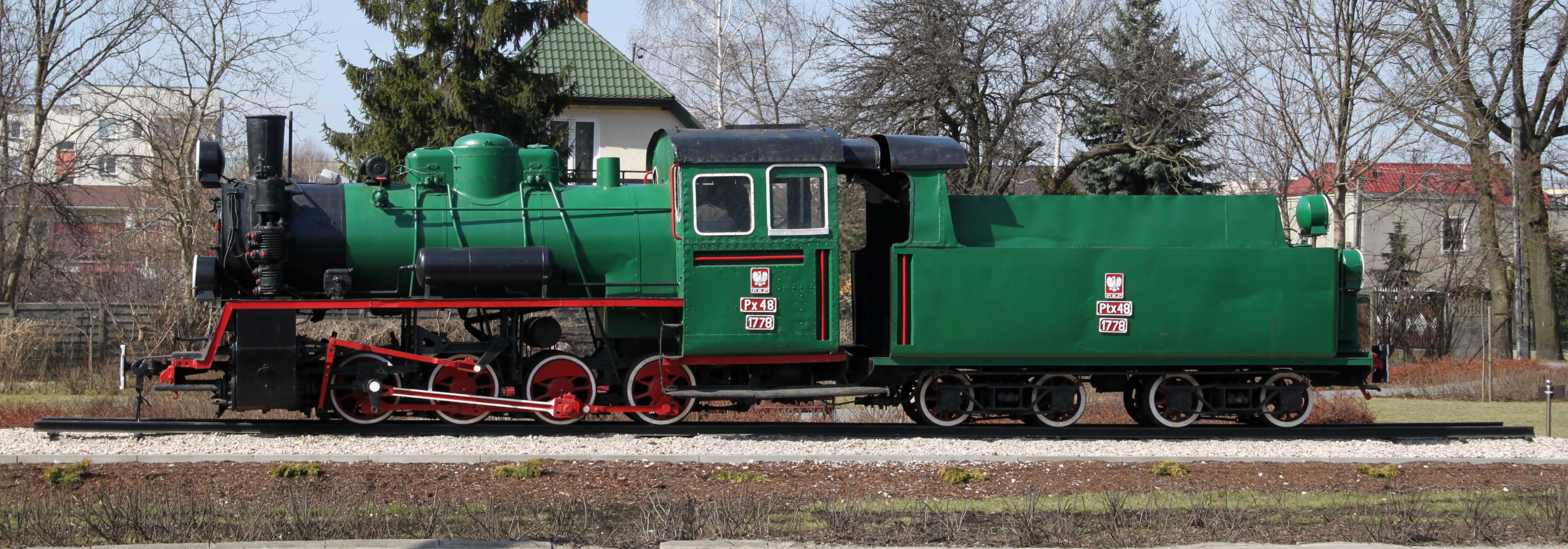
Px48 1778 als Denkmal in Marki (2011)

Im Jahr 1927 bestand der Fahrzeugpark aus fünf Dampflokomotiven mit einer Leistung von 80 PS, 15 vierachsigen Personenwagen, 131 offenen Güterwagen und 13 gedeckten Güterwagen. In diesem Jahr bestellte das Unternehmen eine 80-PS-Dampflokomotive bei der Lokomotivfabrik in Chrzanów und beabsichtigte, weitere Güterwagen zu kaufen.